# تارانتیسم
تارانتیسم یا هوسِ رقص شکلی از رفتار هیستریک است که فرد در آن درگیر گریه می‌شود سپس به رقص می‌پردازد. در سده‌های ۱۵، ۱۶ و ۱۷ میلادی در شهر تارانتوی ایتالیا، ظهور یافت؛ می‌پنداشتند که از گزش عنکبوت گرگی تارانتولا برمی‌خیزد. اصطلاح تارانتیسم از اسم همان شهر برگرفته شده است؛ جایی که این هوس غریب شیوع یافت.